# Pjotr Fomenko
Pjotr Fomenko (russisk: Пётр Нау́мович Фоме́нко) (født 13. juli 1932 i Moskva i Sovjetunionen, død 9. august 2012 i Moskva i Rusland) var en sovjetisk og russisk teater- og filminstruktør.
Som teaterinstruktør stod han bag mere end 60 teateropsætninger på teatre i Moskva, Skt. Petersborg, Tbilisi, Wrocław, Salzburg og på Comedie Francaise i Paris,. Udover teateropsætninger instruerede han tre spillefilm og 10 tv-film. hvor han i 2000 underviste på Conservatoire de Paris.
Han modtog en række hædersbevisninger, herunder Folkets Kunstner i Den Russiske Føderation (1993) og tre statspriser i Den Russiske Føderation (1994, 1997, 2001). 
I en række forestillinger i slutningen af 1970'erne og begyndelsen af 1980'erne eksperimenterede Fomenko i genren tragisk-grotesk.

## Filmografi
- Na vsju ostavsjujusja zjizn (На всю оставшуюся жизнь, 1975)
- Potjti smesjnaja istoria (da.: En næsten morsom historie, 1977)
- Pojezdki na starom avtomobile (Поездки на старом автомобиле, 1985)[2][3]
- Tjornyj monakh (da.: Den sorte munk, 1988) (som skuespiller)